# Rivière Moe
Der Rivière Moe ist ein linker Nebenfluss des Rivière aux Saumons in der Verwaltungsregion Estrie der kanadischen Provinz Québec.

## Flusslauf
Er entspringt am Fuße des Mont Hereford. Von dort fließt er an Saint-Herménégilde vorbei in nördlicher Richtung durch die regionale Grafschaftsgemeinde Coaticook. Der Fluss passiert die Ortschaft Moe’s River und mündet schließlich bei Milby – 10 km südöstlich von Sherbrooke – in den Unterlauf des Rivière aux Saumons, einem Nebenfluss des Rivière Massawippi. Der Rivière Moe hat eine Länge von ungefähr 30 km. Bei Milby überspannt die Covered Bridge Pont de Milby den Fluss.

## Etymologie
Der Name des Flusses leitet sich von Austin Moe ab, der 1795 in der Gegend ansässig wurde und an der Gründung des heutigen Sherbrooke beteiligt war.